# Автомобильная промышленность Нигерии

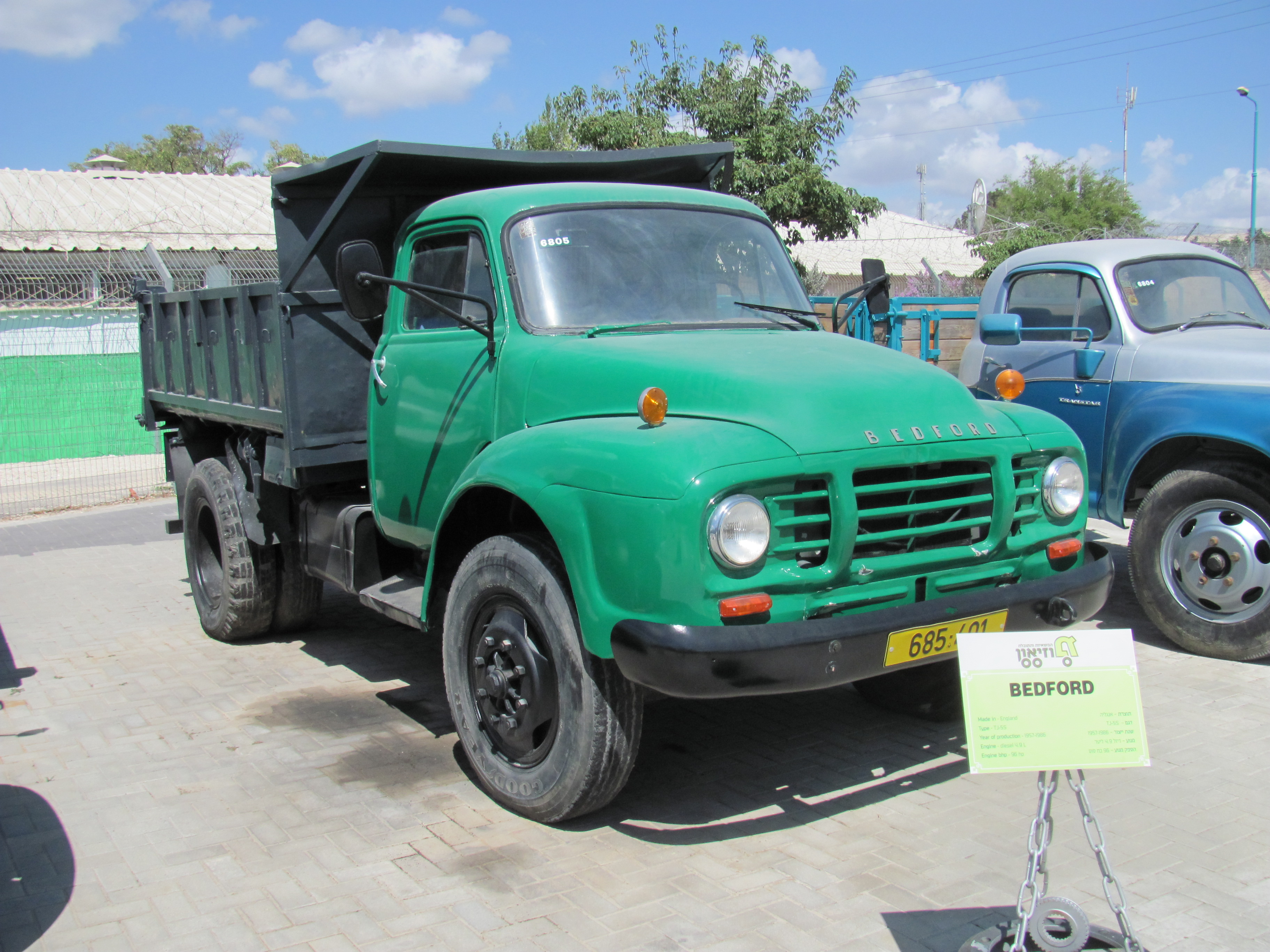
Bedford TJ-55

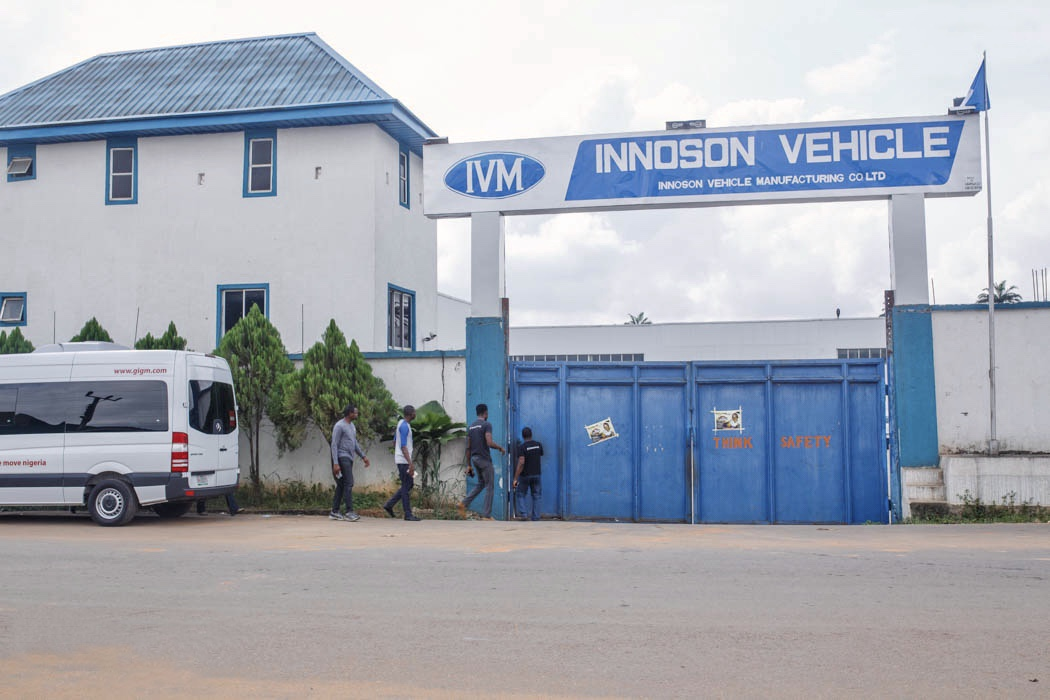
Главный вход в здание завода Innoson в Нневи, Анамбра.

Автомобильная промышленность Нигерии восходит к 1950-м годам и представлена производством как пассажирского, так и грузового автотранспорта. Первое в стране производство было запущено компанией Federated Motors Industries, которая занималась производством грузовиков Bedford TJ при содействии United Africa Company, а также компанией SCOA, производившей грузовики Peugeot 404.
Значительных успехов нигерийским автопроизводителям удалось достичь в 1970-х годах, во время роста нефтяных цен, когда правительство страны подписало соглашение с иностранными производителями о сборке машин и обеспечении вертикальной интеграции для местной промышленности. Бренды данных производителей доминировали на нигерийском рынке с середины 1970-х до конца 1980-х. Среди производителей пассажирского транспорта основными игроками были Peugeot Nigeria Ltd и Volkswagen. На рынке грузового транспорта Leyland Motors, Anambra Motor Manufacturing и Steyr соревновались за лидерство с Bedford truck. Ближе к концу 1980-х годов спад в экономике, несостоятельность государства и более высокая цена нигерийских автомобилей по сравнению с зарубежными аналогами негативно сказались на производстве.
К 2000 году на рынке страны в подавляющем большинстве доминировали подержанные импортные авто. Рост числа доступных машин с пробегом отрицательно сказался на развитии обратной интеграции в промышленности. Недавно, местный бренд, Innoson, открыл завод в Нневи, Анамбра.
Некоторые предприятия были приватизированы, так, VON был продан Stallion Group, а Leyland продан Busan. По сравнению с уровнем 1980-х годов уровень производства упал.